# 동바리
동바리는 타설된 콘크리트가 소정의 강도를 얻기까지 고정하중 및 시공하중 등을 지지하기 위하여 설치하는 가설 부재를 말한다.

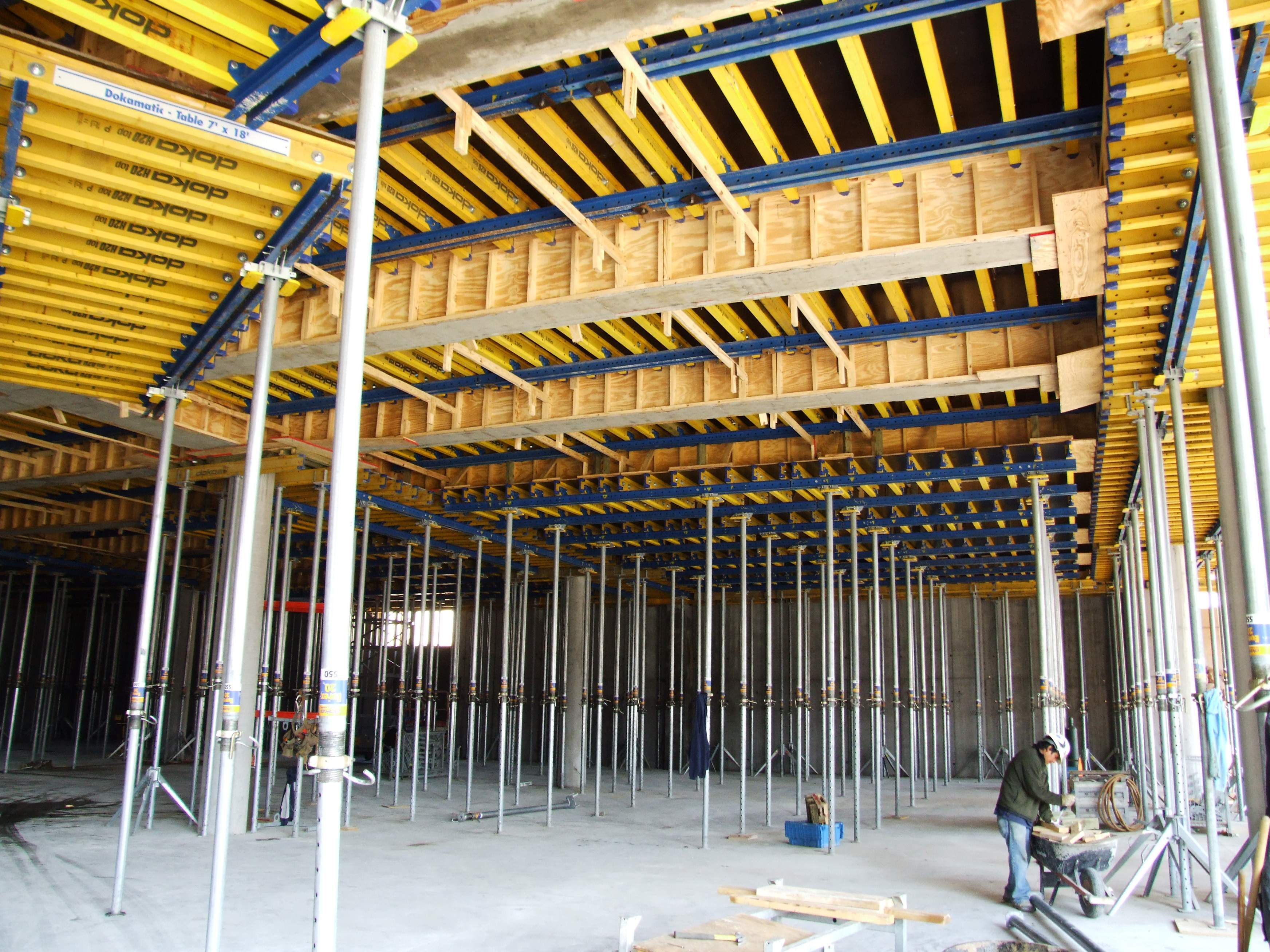
슬래브 거푸집을 동바리로 받쳐놓은 모습 - 2007년 라스베이거스 폰테인블류 단지

## 종류

### 목재 동바리
목재로 만든 동바리

### 강재 파이프
철재로 만든 동바리로, 영어로는 서포트(support)라고 부른다. 대한민국에서는 KS F 8001 규격에 적합해야 한다.

### 시스템 동바리
시스템 동바리(prefabricated shoring system)는 수직재, 수평재, 가새 등 각각의 부재를 공장에서 미리 생산하여 현장에서 조립하여 거푸집을 지지하는 지주 형식의 동바리와 강제 갑판 및 철재트러스 조립보 등을 이용하여 수평으로 설치하여 지지하는 보 형식의 동바리로, 대한민국에서는 KS F 8021 또는 KS F 8022에 적합하여야 한다.

## 관련용어

### 가새
가새는 사각형으로 짠 동바리나 비계의 변형을 막기 위해 대각선 방향으로 빗댄 봉이나 막대를 말한다.

## 같이 보기
- 콘크리트
- 철근
- 거푸집
- 비계